# كصمت الغابة
كصمت الغابة (بالكورية: 아무도 없는 숲속에서) هو مسلسل تشويق وجريمة كوري جنوبي، من تأليف سون هو يونغ وإخراج مو وان إيل، وبطولة كيم يون سوك، يون كي سانغ، غو مين شي، لي جونج إيون. تم إصداره على نتفليكس في 23 أغسطس 2024.

## القصة
يصور المسلسل قصة الأشخاص الذين تتعطل حياتهم اليومية الهادئة بسبب زائرة مشبوهة في منتصف الصيف ويتورطون في احداث لا يمكن السيطرة عليها.

## طاقم

### رئيسي
- كيم يون سيوك في دور جيون يونغ ها[2]

صاحب كوخ للاعطلات.
- يون كي سانغ في دور غو سانغ جون[2]

صاحب فندق.
- غو مين شي في دور يو سيونغ أ[2]

امرأة غامضة
- لي جونغ إيون في دور يون بو مين[2]
  - ها يون كيونغ في دور الشابة يون بو مين

المحققة التي تحقق في قضية يونغ ها وسانغ جونو.

### داعم
- بارك جي هوان في دور جونغ دو

- تشان يول

## الانتاج
المسلسل مكون من ثمانية حلقات، وهو تعاون بين الكاتبة سون هو يونغ، التي فازت بجائزة التميز في فئة المسلسلات في مسابقة الكتابة المسرحية للكتاب الجدد لي JTBC لعام 2021، والمخرج مو وان إيل، الذي أخرج ضبابي (2018) عالم المتزوجين (2020). تم إنتاجه من قبل الشركة التابعة لجي تي بي سي SLL بتعاون مع استوديو فلو، وسيتم إصداره على نتفليكس في أكثر من 190 دولة.

## روابط خارجية
- كصمت الغابة على موقع IMDb (الإنجليزية)
- كصمت الغابة على موقع روتن توميتوز (الإنجليزية)
- كصمت الغابة على موقع نتفليكس (الإنجليزية)
- كصمت الغابة على موقع فيلمافينيتي (الإسبانية)
- كصمت الغابة على موقع ألو سيني (الفرنسية)
- كصمت الغابة على موقع قاعدة بيانات الفيلم (الإنجليزية)
- كصمت الغابة على هانسينما